# Paul Graham (cestista)
Paul Graham, detto Snoopy (Filadelfia, 28 novembre 1967), è un ex cestista statunitense, professionista nella NBA, in Europa e in Sudamerica.

## Palmarès
- 3 volte campione USBL (1991, 1997, 1998)
- USBL Postseason MVP (1991)
- All-USBL Second Team (1991)